# 郭志仁 (萬曆進士)
郭志仁（1573年—1612年），字元甫，號涵太，山東濟南府武定州海豐縣人，民籍，明朝政治人物。

## 生平
萬曆三十四年（1606年）丙午科山東鄉試第六十八名舉人，三十八年（1610年）中式庚戌科會試第二百九十四名，三甲第九十九名進士。工部觀政，授清苑縣知縣，四十年（1612年）卒於官。

## 家族
曾祖郭傑；祖父郭森；父郭應春，母陳氏。永感下。弟郭志禮。